# ラウル・マルケス
ラウル・マルケス（Raúl Márquez、1971年8月28日 - ）は、アメリカ合衆国の男性プロボクサー。メキシコタマウリパス州バーレ・ヘルモーソ出身。元IBF世界スーパーウェルター級王者。

## アマチュア時代
1976年に5歳でメキシコから移住。ボクシングを始め、アマチュアデビュー。
ジュニアオリンピックや全米大会で優勝の実績を残した。
1992年のバルセロナオリンピックに出場。1回戦は僅差で勝ち上がり、2回戦は大差判定勝ち。3回戦は中差判定負けで敗退した。

## プロ転向
1992年10月3日、マルケスはオリンピックからわずか2ヶ月後にプロデビューを果たし4回TKO勝ちで白星でデビューを飾った。
1993年6月26日、トミー・スモールと対戦し8回判定勝ち。
1994年11月5日、MGMグランド・ガーデン・アリーナで元WBC世界ウェルター級王者ホルヘ・バカと対戦し10回3-0(3者とも99-90)の判定勝ち。
1996年3月5日、スキッパー・ケルプとUSBA全米スーパーウェルター級王座決定戦を行い12回3-0(3者とも117-111)の判定勝ちで王座獲得に成功した。
1997年1月10日、ラファエル・ウィリアムスと対戦し5回終了時棄権で初防衛に成功した。
1997年4月12日、WBC・IBF世界スーパーウェルター級統一世界王者テリー・ノリスのWBC防衛に専念するために返上したのに伴い空位になったIBF世界スーパーウェルター級王座決定戦をアンソニー・ステファンズと対戦し9回1分47秒TKO勝ちで王座獲得に成功した。
1997年7月5日、ロマリス・エリスと対戦し4回1分14秒TKO勝ちで初防衛に成功した。
1997年9月13日、トーマス&マック・センターで後のWBC世界スーパーウェルター級王者キース・ムリングスと対戦し12回2-1(115-113、116-112、113-115)の判定勝ちで2度目の防衛に成功した。
1997年12月6日、ルイス・ラモン・カンパスと対戦し打撃戦でもノーガードの打ち合いになったが腫れがどんどん酷くなりマルケスの右目が塞がりレフェリーがストップ。8回2分29秒TKO負けで3度目の防衛に失敗し王座から陥落した。
1999年7月17日、IBF世界スーパーウェルター級王者フェルナンド・バルガスと対戦。2年ぶりの王座返り咲きをかけて試練の壁になり、バルガスを苦しめるといった声があったが11回2分TKO負けで王座返り咲きに失敗した。
2003年2月8日、マンダレイ・ベイ・イベント・センターでシェーン・モズリーと対戦するが3回2分41秒無効試合に終わった。
2004年6月19日、スタブハブ・センターで後のミドル級4団体統一王者でWBCアメリカ大陸ミドル級王者ジャーメイン・テイラーと対戦し9回終了時棄権で王座獲得に失敗した。
2008年6月21日、IBF世界ミドル級王者アルツール・アブラハムへの指名挑戦権をかけてジオバンニ・ロレンソと対戦。10回の減点でなんとか逃げ切り、12回3-0(3者とも114-113)の判定勝ちでアブラハムへの指名挑戦権獲得に成功した。
2008年11月8日、バイエルンのジャコー・アリーナでIBF世界ミドル級王者アルツール・アブラハムと対戦し6回終了時棄権で2階級制覇に失敗しこの試合を最後に現役を引退した。
引退後はHBOとNBCでいずれもラテン語放送の解説を務めている。

## 獲得タイトル
- USBA全米スーパーウェルター級王座
- 第11代IBF世界スーパーウェルター級王座（防衛2）